# Scott Boras
Scott Dean Boras, född 2 november 1952, är en amerikansk advokat och spelaragent som är verksam inom den nordamerikanska professionella basebolligan Major League Baseball (MLB). Han företräder många framträdande basebollspelare och har förhandlat fram spelarkontrakt till ett värde av mer än fyra miljarder amerikanska dollar, ingen annan spelaragent oavsett sport har varit i närheten av den summan, sen han blev spelaragent på tidigt 1980-tal. Boras har beskrivits som "superagent" av nordamerikansk media och toppar årligen listor om vem som är den mest inflytelserika spelaragenten i sportvärlden.
Han avlade en doktor i farmaci vid University of the Pacific och en juristexamen vid McGeorge School of Law.

## De största spelarkontrakten
De mest lukrativa spelarkontrakten som Boras har förhandlat fram och som överstiger ett totalt värde av 100 miljoner dollar.

Uppdaterat: 15 februari 2025.
|         | Spelare               | Lag                   | Värde            | Längd | Genomsnitt/år   | År   |               |
| ------- | --------------------- | --------------------- | ---------------- | ----- | --------------- | ---- | ------------- |
| 1.      | Juan Soto (OF)        | New York Mets         | $765 miljoner    | 15 år | $51 miljoner    | 2024 | [ 13 ]        |
| 2.      | Rafael Devers (3B)    | Boston Red Sox        | $331 miljoner    | 11 år | $30,09 miljoner | 2023 | [ 14 ]        |
| 3.      | Bryce Harper (RF)     | Philadelphia Phillies | $330 miljoner    | 13 år | $25,38 miljoner | 2019 | [ 15 ]        |
| 4.      | Corey Seager (SS)     | Texas Rangers         | $325 miljoner    | 10 år | $32,5 miljoner  | 2021 | [ 16 ]        |
| 5.      | Gerrit Cole (P)       | New York Yankees      | $324 miljoner    | 9 år  | $36 miljoner    | 2019 | [ 17 ]        |
| 6.      | Xander Bogaerts (SS)  | San Diego Padres      | $280 miljoner    | 11 år | $25,45 miljoner | 2022 | [ 18 ]        |
| 7.      | Alex Rodriguez (3B)   | New York Yankees      | $275 miljoner    | 10 år | $27,5 miljoner  | 2007 | [ 19 ] [ 20 ] |
| 8.      | Alex Rodriguez (SS)   | Texas Rangers         | $252 miljoner    | 10 år | $25,2 miljoner  | 2000 | [ 21 ]        |
| 9.      | Anthony Rendon (3B)   | Los Angeles Angels    | $245 miljoner    | 7 år  | $35 miljoner    | 2019 | [ 22 ]        |
| 10.     | Stephen Strasburg (P) | Washington Nationals  | $245 miljoner    | 7 år  | $35 miljoner    | 2019 | [ 23 ]        |
| 11.     | Prince Fielder (1B)   | Detroit Tigers        | $214 miljoner    | 9 år  | $23,77 miljoner | 2012 | [ 24 ]        |
| 12.     | Corbin Burnes (P)     | Arizona Diamondbacks  | $210 miljoner    | 6 år  | $35 miljoner    | 2024 | [ 25 ]        |
| 13.     | Max Scherzer (P)      | Washington Nationals  | $210 miljoner    | 7 år  | $30 miljoner    | 2015 | [ 26 ]        |
| 14.     | Carlos Correa (SS)    | Minnesota Twins       | $200 miljoner    | 6 år  | $33,33 miljoner | 2023 | [ 27 ]        |
| 15.     | Blake Snell (P)       | Los Angeles Dodgers   | $182 miljoner    | 5 år  | $36,4 miljoner  | 2024 | [ 28 ]        |
| 16.     | Kris Bryant (3B)      | Colorado Rockies      | $182 miljoner    | 7 år  | $26 miljoner    | 2022 | [ 29 ]        |
| 17.     | Mark Teixeira (1B)    | New York Yankees      | $180 miljoner    | 8 år  | $22,5 miljoner  | 2009 | [ 30 ]        |
| 18.     | Marcus Semien (SS)    | Texas Rangers         | $175 miljoner    | 7 år  | $25 miljoner    | 2021 | [ 31 ]        |
| 19.     | Stephen Strasburg (P) | Washington Nationals  | $175 miljoner    | 7 år  | $25 miljoner    | 2016 | [ 32 ]        |
| 20.     | José Altuve (2B)      | Houston Astros        | $163,5 miljoner  | 7 år  | $23,36 miljoner | 2018 | [ 33 ]        |
| 21.     | Carlos Rodón (P)      | New York Yankees      | $162 miljoner    | 6 år  | $27 miljoner    | 2022 | [ 34 ]        |
| 22.     | Brandon Nimmo (OF)    | New York Mets         | $162 miljoner    | 8 år  | $20,25 miljoner | 2022 | [ 35 ]        |
| 23.     | Chris Davis (1B)      | Baltimore Orioles     | $161 miljoner    | 7 år  | $23 miljoner    | 2016 | [ 36 ]        |
| 24.     | Jacoby Ellsbury (CF)  | New York Yankees      | $153 miljoner    | 7 år  | $21,86 miljoner | 2013 | [ 37 ]        |
| 25.     | Matt Chapman (3B)     | San Francisco Giants  | $151 miljoner    | 6 år  | $25,16 miljoner | 2024 | [ 38 ]        |
| 26.     | Eric Hosmer (1B)      | San Diego Padres      | $144 miljoner    | 8 år  | $18 miljoner    | 2018 | [ 39 ]        |
| 27.     | Max Scherzer (P)      | New York Mets         | $130 miljoner    | 3 år  | $43,33 miljoner | 2021 | [ 40 ]        |
| 28.     | Choo Shin-soo (OF)    | Texas Rangers         | $130 miljoner    | 7 år  | $18,57 miljoner | 2013 | [ 41 ]        |
| 29.     | Jayson Werth (OF)     | Washington Nationals  | $126 miljoner    | 7 år  | $18 miljoner    | 2010 | [ 42 ]        |
| 30.     | Barry Zito (P)        | San Francisco Giants  | $126 miljoner    | 7 år  | $18 miljoner    | 2006 | [ 43 ]        |
| 31.     | Alex Bregman (3B)     | Boston Red Sox        | $120 miljoner    | 3 år  | $40 miljoner    | 2025 | [ 44 ]        |
| 32.     | Xander Bogaerts (SS)  | Boston Red Sox        | $120 miljoner    | 6 år  | $20 miljoner    | 2019 | [ 45 ]        |
| 33.     | Matt Holliday (LF)    | St. Louis Cardinals   | $120 miljoner    | 7 år  | $17,14 miljoner | 2010 | [ 46 ]        |
| 34.     | Elvis Andrus (SS)     | Texas Rangers         | $120 miljoner    | 8 år  | $15 miljoner    | 2013 | [ 47 ]        |
| 35.     | Carlos Beltrán (OF)   | New York Mets         | $119 miljoner    | 7 år  | $17 miljoner    | 2005 | [ 48 ]        |
| 36.     | Lee Jung-hoo (OF)     | San Francisco Giants  | $113 miljoner    | 6 år  | $18,83 miljoner | 2023 | [ 49 ]        |
| 37.     | J.D. Martinez (OF)    | Boston Red Sox        | $110 miljoner    | 5 år  | $22 miljoner    | 2018 | [ 50 ]        |
| 38.     | Carlos Correa (SS)    | Minnesota Twins       | $105,3 miljoner  | 3 år  | $35,1 miljoner  | 2022 | [ 51 ]        |
| 39.     | Kevin Brown (P)       | Los Angeles Dodgers   | $105 miljoner    | 7 år  | $15 miljoner    | 1998 | [ 52 ]        |
| Totalt: | Totalt:               | Totalt:               | $7,741 miljarder |       | $26,58 miljoner |      |               |